# Nowy Czekaj
Nowy Czekaj (niem. Neu Czakai) – dawna osada robotnicza w Katowicach, powstała w II połowie XIX wieku jako przysiółek Dąbrówki Małej, w sąsiedztwie Starego Czekaja. W latach 80. XX wieku na jej terenie zbudowano Elektrociepłownię Katowice.

## Historia
Nowy Czekaj powstał w połowie XIX wieku jako osada robotnicza, będąca przysiółkiem Dąbrówki Małej, przy skrzyżowaniu dróg z Roździenia do Siemianowic i z Bogucic do Siemianowic. Połączony był z sąsiednim Srokowcem, wraz z którym wchodził w skład gminy Huta Laura, później gminy Siemianowice. Mieszkańcami osady byli głównie robotnicy zatrudnieni w zakładach w Siemianowicach-Laurahucie i w Wełnowcu. W grudniu 1885 roku Nowy Czekaj liczył 157 mieszkańców. Osada ta wówczas należała do obszaru dworskiego Siemianowice, zaś urząd stanu cywilnego dla Nowego Czekaja znajdował się w osadzie Huta Jerzy.
Nowy Czekaj miał charakter typowo wiejski. W 1951 roku wraz z cała gminą Dąbrówka Mała został włączony do Szopienic, natomiast w 31 grudnia 1959 roku w granice miasta Katowice. W latach 80. XX wieku praktycznie całą osadę wyburzono pod budowę Elektrociepłowni Katowice. Uchwałą nr XLVII/1111/14 z 26 marca 2014 roku Rada Miasta Katowice nadała nazwę Nowy Czekaj drodze bocznej od ulicy Strzelców Bytomskich, prowadzącej na tereny Elektrociepłowni Katowice.